# Присінок
При́сі́нок (часто в множині при́сі́нки) — архітектурний елемент дерев'яної будівлі, прибудова перед входом до якого-небудь приміщення.
Зокрема, присінком називають:
- Ґанок з накриттям, піддашшям на двох стовпцях.
- Прибудова до бабинця у церкві або до хати, невеликі сіни.

Відоме історичне вживання слова присінки в значенні «тамбур залізничного вагона».
Схоже слово передсі́нок означає «передпокій», «переддвер'я».